# Scratch the Surface
Scratch the Surface ist das dritte Studioalbum der US-amerikanischen Hardcore-Band Sick of It All. Es erschien im Oktober 1994 bei EastWest.

## Entstehung und Stil
Nach dem Achtungserfolg von Just Look Around konnte die Band einen Majorlabel-Vertrag bei EastWest unterschreiben. Das Label entschied, die Band auch ihr drittes Studioalbum selbst produzieren zu lassen. Das Album enthielt sowohl schnelle Stücke wie Insurrection, als auch Live-Klassiker wie No Cure. Seitens des Labels wurde ohne größeren Erfolg versucht, die Band – zu Zeiten des Aufstiegs von Green Day und The Offspring – mit dem Stück Step Down als nächste große Punk-Band zu positionieren. Auf die Tour zu Scratch the Surface nahmen Sick of It All die damals unbekannte Band Korn mit – die auch dadurch schnell an Bekanntheit gewann.

## Rezeption
Das Album war dennoch das erste der Band, das in Deutschland mit Platz 67 eine Chartplatzierung erreichen konnte. John Franck schrieb bei Allmusic, das Album sei für größere Aufmerksamkeit bestimmt gewesen, die jedoch nie kam. Er vergab drei von fünf Sternen.

## Titelliste
1. No Cure – 2:58
2. Insurrection – 1:50
3. Consume – 3:42
4. Who Sets the Rules – 2:45
5. Goatless – 1:21
6. Step Down – 3:15
7. Maladjusted – 2:25
8. Scratch the Surface – 2:51
9. Free Spirit – 1:53
10. Force My Hand – 2:28
11. Desperate Fool – 1:52
12. Return to Reality – 2:43
13. Farm Team – 2:22
14. Cease Fire – 2:58